# Mali Greben
Mali Greben ali Veliki Školj je majhen nenaseljen otok v Jadranskem morju, ki pripada Hrvaški. Nahaja se v severni Dalmaciji v Liki in Senju, v osrednjem delu Zagorja v bližini dalmatinske obale.
Najvišji vrh otočka je visok 3,6 metra, 100 m od otoka pa je odsek med ribiškim mestom Cesarica in otokom Karlobag.